# David Thirdkill
David Thirdkill est un joueur de basket-ball américain né le 12 avril 1960 à Saint-Louis dans le Missouri.

## Biographie
David Thirdkill est arrivé à Roanne lors de la remontée en division 1A (l'ancienne Pro A). Il vient de faire une saison en Italie et Alain Thinet le recrute.
Accompagné de Ronnie Smith. Thirdkill après quelques matchs de préparation peut satisfaisant commence la saison sur les chapeaux de roue et devient meilleur marqueur du championnat, et sans doute le meilleur défenseur. Le match de barrage contre Levallois et Terence Stansbury en reste l'exemple parfait, avec un adversaire qui reste presque muet point de vue statistiques.
La saison suivante, Thirdkill part à Saint-Quentin, mais sur une blessure de Pat Taylor, il passe meneur et ses statistiques de scoreur chutent sauf lors de la rencontre entre Saint-Quentin et son ancienne équipe où il marque 50 points.

## Palmarès
- Champion NBA en 1986 avec les Celtics de Boston